# 黄点金花鮨
黄点金花鮨（学名：Holanthias chrysostictus）为鮨科金花鮨属的鱼类，俗名金花粗斑花鲈。分布于台湾苏澳等。该物种的模式产地在苏拉威西岛。